# صرب لاوند أوغلي
صرب لاوند أوغلي (بالتركية: Sarp Levendoğlu) ولد 25 ديسمبر 1981 هو ممثل ومخرج تركي . وهو يعمل في التمثيل منذ عام 2002.